# بروس لينكولن
بروس لينكولن (بالإنجليزية: Bruce Lincoln)‏ هو أستاذ جامعي أمريكي، ولد في 5 مارس 1948 في فيلادلفيا في الولايات المتحدة.